# Arthroleptis affinis
Arthroleptis affinis Ahl, 1939 è un anfibio anuro, appartenente alla famiglia degli Artroleptidi.

## Distribuzione e habitat
Questa specie si trova tra 850 e 2050 m di altitudine in Kenya, nelle colline di Taita e in Tanzania sulle montagne Mahenge, Udzungwa, Rubeho, Malundwe, Uluguru, Nguru, Usambara e Pare.